# 막스 플랑크 협회 프리드리히 미셔 연구소

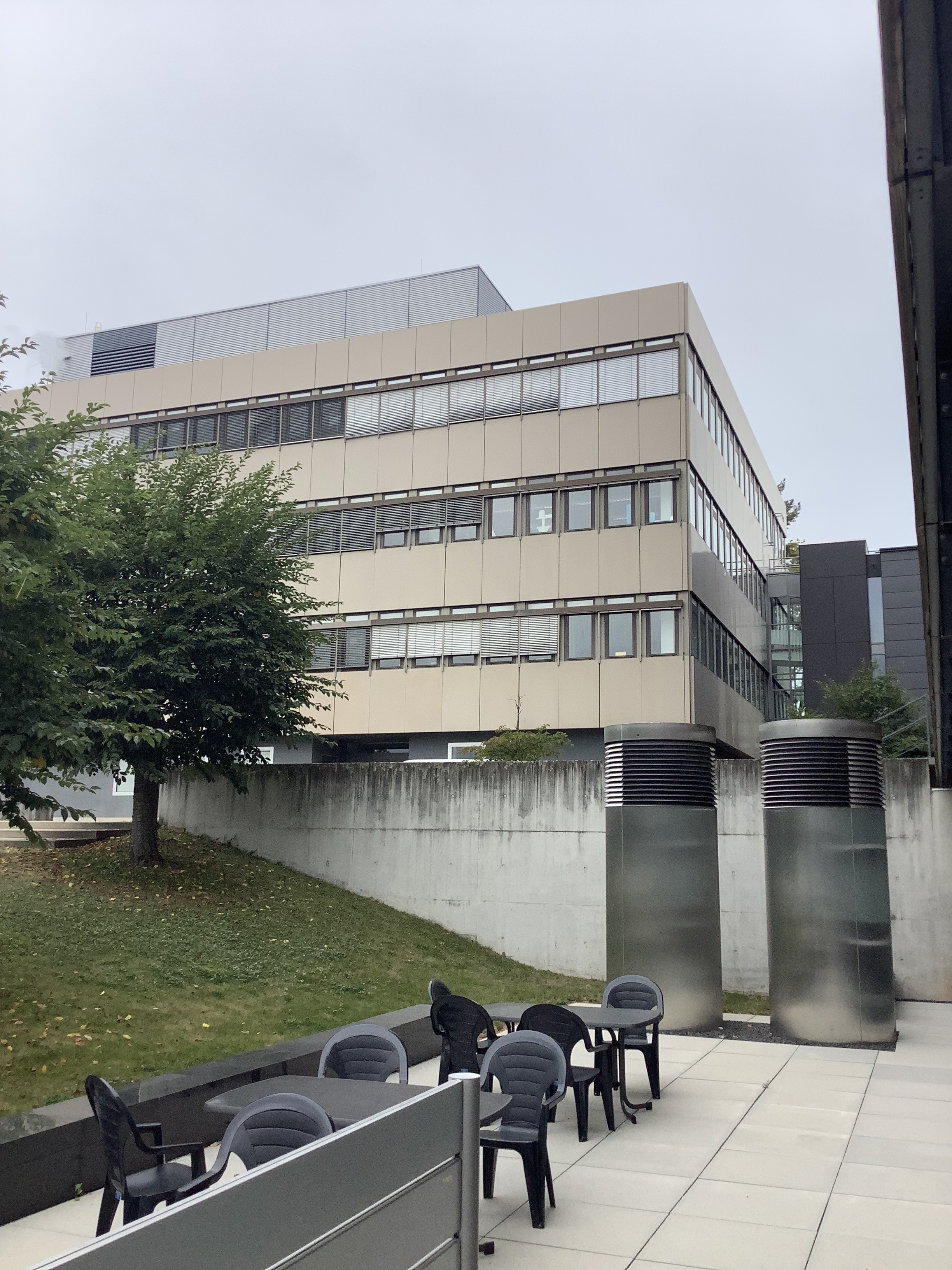
막스 플랑크 협회 프리드리히 미셔 연구소

막스 플랑크 협회 프리드리히 미셔 연구소(영어: Friedrich Miescher Laboratory of the Max Planck Society, FML)는 1969년에 설립된, 독일 튀빙겐에 있는 막스 플랑크 협회의 캠퍼스에 위치한 생물학 연구 기관으로, 프리드리히 미셔의 이름을 따서 명명되었으며, 생물학 분야의 높은 자격을 갖춘 주니어 과학자들에게 5년 동안 독립적인 연구 그룹을 구성하고 자신의 연구 분야를 수행할 수 있는 기회를 제공한다. 진화유전학, 발생 시스템 생물학, 감수분열 재조합 생화학 등을 연구하는 4개의 연구 그룹이 있다.

## 같이 보기
- 프리드리히 미셔
- 프리드리히 미셔 생물의학 연구소